# Zalophus

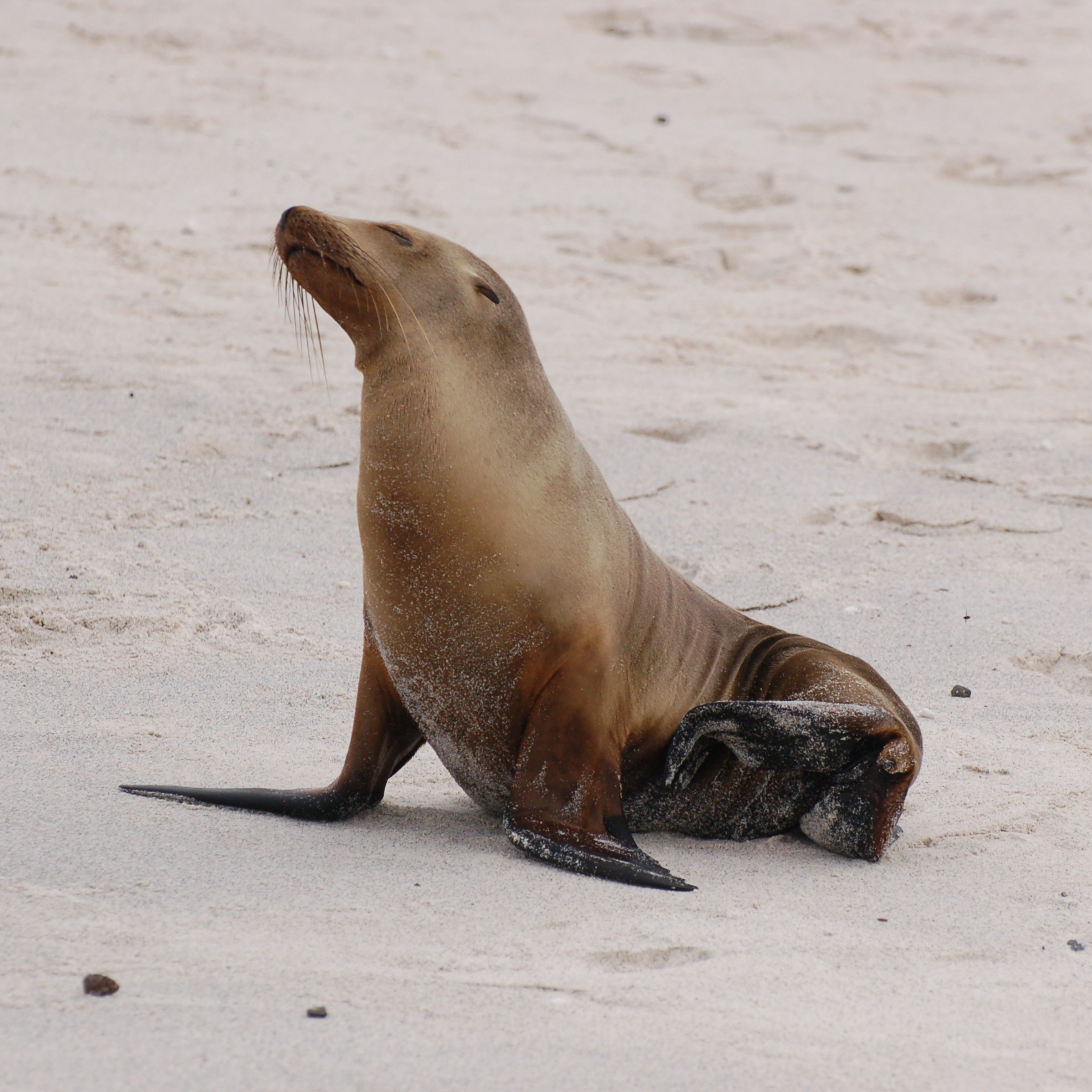
Galápagos-Seelöwe

Zalophus ist eine Gattung der Ohrenrobben (Otariidae). Sie umfasst folgende drei Arten:
- Kalifornischer Seelöwe (Zalophus californianus)
- Japanischer Seelöwe (Zalophus japonicus, ausgestorben)
- Galápagos-Seelöwe (Zalophus wollebaeki)

Die Aufteilung auf drei Arten anstelle der früher üblichen Zusammenfassung zu einer Art war umstritten.

## Merkmale
Die Robben der Gattung Zalophus erreichen eine Kopfrumpflänge von 150 bis 250 Zentimeter und ein Gewicht von 50 bis 400 Kilogramm. Wie bei allen Ohrenrobben sind die Männchen deutlich größer und schwerer als die Weibchen. Die Männchen sind dunkelbraun gefärbt, die Weibchen sind heller. Im Gegensatz zu den anderen Ohrenrobben haben die Männchen aber keine deutlich ausgeprägte Mähne.

## Verbreitung und Lebensweise
Diese Robben leben im Pazifik. Der Kalifornische Seelöwe hat seine Kolonien an der Küste der südwestlichen USA und Nordmexikos, der Galápagos-Seelöwe auf den Galápagos-Inseln. Der ausgestorbene Japanische Seelöwe lebte in Japan und Korea.
Diese Robben begeben sich zur Ruhe an die Küsten. Bei der Nahrungssuche tauchen sie bis zu 40 Meter tief und erbeuten dabei Fische und Tintenfische. In der Fortpflanzungszeit etablieren die Männchen streng bewachte Reviere an den Küsten und versuchen, einen Harem von mehreren Weibchen zu gewinnen.

## Systematik
Traditionell wurden die drei Populationen als Unterarten einer gemeinsamen Art geführt, was aber umstritten war. Wilson & Reeder klassifizierten die drei Populationen als eigene Arten. Auch eine molekulargenetische Studie von Wolf et al. (2007) kam zu dem gleichen Schluss. Demzufolge rechtfertigen die SNPs der Mitochondrien und Zellkerne eine Auftrennung in mehrere Arten. Laut molekularer Uhr haben sich der Kalifornische und der Galápagos-Seelöwe vor rund 2,3 (± 0,5) Millionen Jahren getrennt.